# Джейсон Ньюстед
Джейсон Кертіс Ньюстед (англ. Jason Newsted; 4 березня 1963) — американський бас-гітарист

## Біографія
Джейсон Кертіс Ньюстед народився 4 березня 1963 року в Баттл-Крік і виріс у містечку Найлс, Мічиган, США.
Ще підлітком Джейсон захопився «важкою» музикою і у нього виник інтерес до гри на гітарі. А надихнув його взятися за бас-гітару Джин Сіммонс з популярної рок-групи Kiss. Джейсон кілька разів намагався відмовитися від майбутнього як музиканта, але згодом повертався до музики знову. Незабаром він назбирав грошей на якісну бас-гітару і став грати в групі Gangster, гітарист якої, Том Хамлін, багато чому його навчив і став практично його наставником.
1981 року обидва музиканти переїхали у Фінікс. Джейсон знайшов роботу та познайомився з барабанщиком Келлі Девід-Смітом, разом з яким незабаром переїхав у Скотсдейл та приєднався до групи Dogz (згодом змінила назву на Flotsam and Jetsam). Музиканти влаштовували концерти в клубах Аризони та вечірки в пустелі, які не приносили їм пристойного доходу. Пізніше Джейсон згадує:
|  | Я не заробляв грошей доти, поки не приєднався до Metallica. Найбільший заробіток на моїй пам'яті — $26 на нас п'ятьох. Ми вважали це дуже вдалим виступом! |

Metallica, яка тоді лише з'явилася, була головним натхненником Джейсона та його групи. Ньюстед був великим фанатом Кліффа Бертона та часто ходив на концерти зі своїми друзями, щоби насолодитися грою талановитого басиста. Як сам він зізнався в інтерв'ю 2001 року:
|  | Я бачив Metallica, коли Кліфф був живий. У Фініксі з W.A.S.P., до виходу Master of Puppets. У першому ряду. Як раз навпроти Кліффа Бертона, обожнюючи, стікаючи слиною, по-божевільному мотаючи головою. Чотирнадцять баксів за футболку, які були всіма грошима на світі в ті часи. Ми вирушили лише подивитися на Metallica. Щойно вони закінчили виступ, ми пішли. Вони просто "трощили", і ми знали, все, що вони роблять, йде від серця. Кліфф Бертон був для мене богом. Він був гуру. Ніхто до нього та ніхто зараз не може грати так, як грав він. Люди копіюють його, але ні в кого немає такого внутрішнього драйву. |

Для Джейсона серйозним потрясінням була смерть Кліффа 1986 року. У своєму інтерв'ю він також розповідав, що його «сльози текли по газетному листу та повільно усмоктувалися в його надруковану фотографію», і вони з друзями «носили чорні нарукавні пов'язки під час наступного виступу».
Два тижні потому Джейсон був уже в Сан-Франциско, на прослуховуванні Metallica як нового басиста. Обійшовши 40 суперників, серед яких були Ліс Клейпул, Трой Грегорі та Віллі Ланж, він був прийнятий в групу. Але не все було так гладко. Ще не оговтавшись після смерті Кліффа, Джеймс Гетфілд, Кірк Геммет та Ларс Ульріх неодноразово намагалися зігнати свій негатив на Джейсоні, якому доводилося все це терпіти.
|                  | Ми сумували через гнів. "Ти тут замість Кліффа, так от, що ти отримаєш". Це була терапія для нас. |
| — Джеймс Гетфілд |                                                                                                   |

2001 року Ньюстед, пропрацювавши в Metallica 14 років, залишив гурт, обґрунтовуючи це проблемами зі здоров'ям та особистими причинами. Як з'ясувалося пізніше, це сталося через незгоду Гетфілда з тим, щоб Ньюстед поїхав у турне з власним проєктом Echobrain. До того ж, на той момент у всіх учасників групи, крім Джейсона, вже були родини, і достатньо велику частину часу вони проводили разом з рідними, на що негативно відреагував Ньюстед, як він зізнався в першій частині документального фільму Some Kind of Monster.
Після виходу з Metallica Джейсон став займатися власними сольними проєктами: Echobrain, Papa Wheelie, Voivod, Rock Star Supernova, Newsted та виступати як сесійний музикант.
2006 року музикант отримав травми рук через падіння на нього підсилювача і на 9 місяців «вибув з ладу» і не міг грати. У той час він зайнявся живописом та навіть влаштовував свої виставки.
На цей момент Джейсон Ньюстед володіє власним незалежним лейблом, пішов з групи Voivod, періодично грає сесійним музикантом у Оззі Осборна, а також займається продюсерською діяльністю.